# Clemens von Ketteler (Politiker)
Freiherr Clemens August von Ketteler (* 13. Mai 1806 im Schloss Harkotten; † 2. Dezember 1881 in Münster) war ein deutscher Rittergutsbesitzer und Politiker.

## Leben
Clemens von Ketteler wurde als drittes Kind des Landrates Maximilian Freiherr von Ketteler (1779–1832) und dessen Gattin Clementine geb. von der Wenge (1778–1844) geboren. Wilhelm Emmanuel von Ketteler, Wilderich von Ketteler und Richard von Ketteler waren seine Brüder. Er entstammte dem westfälischen Uradelsgeschlecht von Hüsten, das sich später von Ketteler nannte. Clemens von Ketteler, der katholischer Konfession war, heiratete am 23. April 1833 Antonia Freiin von Korff (* 17. Juni 1809; † 18. Februar 1870) zu Harkotten. Aus der Ehe gingen die Kinder Friedrich (* 1839), Luise (* 1842), Wilhelm (* 1845), Maria (* 1849) und Otto (* 1851) hervor.
Clemens von Ketteler war Herr auf Harkotten, Möllenbeck und Bollen. Er wurde zum Kammerherren ernannt. Er war vielfach Abgeordneter des Provinziallandtages der Provinz Westfalen. 1837 und 1841 war er als Vertreter von Fürst Alexander zu Sayn-Wittgenstein-Hohenstein, 1843 und 1845 als Vertreter des Herzogs Prosper zu Arenberg und 1851 als Vertreter des Fürsten Wilhelm Friedrich zu Salm-Horstmar Teilnehmer des Landtags. 1852 nahm er als gewählter Stellvertreter und 1860 bis 1877 als gewähltes Mitglied im Stand der Ritterschaft im Wahlbezirk Ost-Münster am Landtag teil.